# Convitto nazionale Melchiorre Delfico
Il convitto nazionale "Melchiorre Delfico" è un convitto nazionale di Teramo. Ospita nel suo piano di studi i licei classico, musicale, coreutico e scientifico, oltre alla scuola primaria e secondaria di primo grado. È situato in piazza Dante, nel quartiere Porta Romana. Dal 3 ottobre 2024 la struttura è sotto sequestro.

## Storia
L'istituto è nato come Real Collegio di Teramo nel 1813 con decreto di Gioacchino Murat del 16 maggio, l'Istituto svolse il ruolo culturale maggiore per decenni, ancora di più dopo il 1849 quando fu affidato ai Padri Barnabiti. Nel 1857 su richiesta dei teramani la scuola divenne Real Liceo, ciò comportò l'attività organizzativa ed una funzione giuridica imponenti, con ampliamento del piano di studi con molte materie aggiunte: grammatica, studi umanisti, filosofia, matematica, fisica, legge, notariato, medicina, farmacia, lingue straniere, giurisprudenza.
Con decreto del 21 ottobre 1861 la scuola divenne Regio Liceo Ginnasio di Teramo. La struttura attuale risale al 1934, poiché prima le attività si svolgevano in varie strutture, soprattutto dopo l'Unità nel Palazzo Delfico nel quartiere San Giorgio. La struttura attuale fu edificata in una piana isolata, appena fuori Porta Romana, dove si trovava solo la chiesetta della Misericordia, trasformata nel 1927 ca. nella Casa del Mutilato, e con gli anni le costruzioni attorno al liceo sono aumentate, e lo slargo fu nominato Piazza Dante Alighieri, posto in collegamento col corso San Giorgio mediante via del Burro, oggi via Giosuè Carducci.

## Palazzo del liceo classico o Convitto
Il palazzo fu costruito e inaugurato nel 1934 da Vincenzo Pilotti, architetto affermato nell'architettura monumentale abruzzese nel Ventennio. Prospetta su piazza Dante, è in stile neo rinascimentale, con impianto rettangolare, facciata a tre livelli, divisi da cornicioni  e verticalmente inquadrata da due anticorpi leggermente aggettanti, che mettono in evidenza, il settore centrale. L'ordine di finestre è regolare, al livello di base e al settore centrale i timpani sono spezzati, ricordando i timpani barocchi,  al settore centrale c'è una balconata con balaustra monumentale. Il settore di base è fasciato da finto bugnato, ricalcando lo sile rinascimentale. 
Il palazzo è dotato all'interno di uno scalone monumentale a rampa, ed è provvisto della biblioteca, che accoglie una sezione della biblioteca provinciale di Teramo. 

## Palazzo Delfico
Lo stile di palazzo Delfico, nel centro  storico, lungo via Melchiorre Delfico, rispecchia caratteristiche neoclassiche e neorinascimentali, benché risalga al Settecento. Profonde cornici dividono in tre settori la struttura. Il piano terra è fasciato in bugnato grezzo con finestre delle cornici neoclassiche. Profondi cantonali insieme a quattro avancorpi aggettanti dividono verticalmente le facciate; la coppia centrale crea il blocco principale, più stretto rispetto agli altri due esterni. Le finestre sono suddivise con una alla base e altre due ai piani superiori. Al primo piano sono racchiuse da un timpano triangolare, e al secondo da cornice a tutto sesto con chiave di volta, affiancate tutte quante da coppia di paraste con capitello ionico. L'avancorpo centrale alla base ha un portico di tre arcate, al piano primo ripropone il modello delle tre aperture a tutto sesto con grande balconata e con finestre incorniciate in maniera semplice, con chiave di volta, mentre l'ultimo piano presenta sempre tre finestre e con semplice cornice.
Il palazzo fu la prima sede del Convitto nazionale di Teramo  e accoglie la biblioteca provinciale.